# Downing Street
Downing Street er en gade i Westminster i London i England, som i over 300 år har været officiel residens for to af de vigtigste britiske regeringsmedlemmer: First Lord of the Treasury, der i dag er den britiske premierminister og Second Lord of the Treasury, Chancellor of the Exchequers titel, populært kaldt finansministeren. Gadens mest berømte adresse er nr. 10 Downing Street, der er den officielle residens for premierministeren. Nummer 11 er bolig for finansministeren.
Downing Street ligger i Whitehall i det centrale London, få minutters gang fra Houses of Parliament. Gaden fik navn efter sir George Downing, 1. Baronet (1632–1689). Downing var soldat og diplomat under Oliver Cromwell og kong Charles II. I kongens tjeneste blev han belønnet med et stykke jord ved siden af St. James's Park, og han opførte bygningerne i Downing Street.
Premierministeren og Chancellor of the Exchequer og Chief Whip (indpisker) bor officielt i huse på den ene side af gaden. Husene på den anden side blev i det 19. århundrede erstattet af den store bygning med udenrigsministeriet. I 1960'erne og 1970'erne var der planer om at rive det hele ned og erstattet det med "noget mere moderne". Planerne blev aldrig ført ud i livet, og de er ikke længere aktuelle.[kilde mangler]